# Singonegoro
Singonegoro is een bestuurslaag in het regentschap Blora van de provincie Midden-Java, Indonesië. Singonegoro telt 2238 inwoners (volkstelling 2010).